# Endrosis braziliensis
Endrosis braziliensis är en fjärilsart som beskrevs av Moore 1882/83. Endrosis braziliensis ingår i släktet Endrosis och familjen praktmalar, (Oecophoridae). Inga underarter finns listade i Catalogue of Life.